# Campeonato Mundial de Halterofilismo de 2021 - Até 96 kg masculino
A categoria até 96 kg masculino foi um evento do Campeonato Mundial de Halterofilismo de 2021, disputado em Tasquente, no Uzbequistão, entre 13 e 14 de dezembro de 2021. 

## Calendário
Horário local (UTC+5)
| Dia            | Horário | Fase    |
| -------------- | ------- | ------- |
| 13 de dezembro | 21:30   | Grupo D |
| 14 de dezembro | 08:30   | Grupo C |
| 14 de dezembro | 13:00   | Grupo B |
| 14 de dezembro | 16:00   | Grupo A |

## Medalhistas
| Evento    | Ouro                 | Ouro   | Prata                 | Prata  | Bronze                    | Bronze |
| --------- | -------------------- | ------ | --------------------- | ------ | ------------------------- | ------ |
| Arranque  | Lesman Paredes (COL) | 187 kg | Boady Santavy (CAN)   | 178 kg | Keydomar Vallenilla (VEN) | 177 kg |
| Arremesso | Fares El-Bakh (QAT)  | 222 kg | Artyom Antropov (KAZ) | 221 kg | Keydomar Vallenilla (VEN) | 214 kg |
| Total     | Lesman Paredes (COL) | 400 kg | Fares El-Bakh (QAT)   | 394 kg | Keydomar Vallenilla (VEN) | 391 kg |

## Recordes
Antes desta competição, o recorde mundial da prova era o seguinte:
| Recorde         | Tipo      | Atleta              | Peso   | Local    | Data                  |
| Recorde Mundial | Arranque  | Sohrab Moradi (IRI) | 186 kg | Asgabade | 7 de novembro de 2018 |
| Recorde Mundial | Arremesso | Tian Tao (CHN)      | 231 kg | Tóquio   | 7 de julho de 2019    |
| Recorde Mundial | Total     | Sohrab Moradi (IRI) | 416 kg | Asgabade | 7 de novembro de 2018 |

Os seguintes novos recordes foram estabelecidos durante esta competição.
| Arranque | 187 kg | Lesman Paredes (COL) | Recorde mundial |

## Resultado
Os resultados foram os seguintes. 
| Pos.              | Atleta                      | Grupo | Arranque (kg) | Arranque (kg) | Arranque (kg) | Arranque (kg)     | Arremesso (kg) | Arremesso (kg) | Arremesso (kg) | Arremesso (kg)    | Total |
| Pos.              | Atleta                      | Grupo | 1             | 2             | 3             | Resultado         | 1              | 2              | 3              | Resultado         | Total |
| ----------------- | --------------------------- | ----- | ------------- | ------------- | ------------- | ----------------- | -------------- | -------------- | -------------- | ----------------- | ----- |
| Medalha de ouro   | Lesman Paredes (COL)        | A     | 180           | 187           | 190           | Medalha de ouro   | 208            | 208            | 213            | 4                 | 400   |
| Medalha de prata  | Fares El-Bakh (QAT)         | A     | 172           | 175           | 175           | 6                 | 217            | 222            | 229            | Medalha de ouro   | 394   |
| Medalha de bronze | Keydomar Vallenilla (VEN)   | A     | 172           | 175           | 177           | Medalha de bronze | 210            | 214            | 214            | Medalha de bronze | 391   |
| 4                 | Artyom Antropov (KAZ)       | A     | 160           | 164           | 167           | 13                | 216            | 221            | 224            | Medalha de prata  | 385   |
| 5                 | Boady Santavy (CAN)         | A     | 172           | 176           | 178           | Medalha de prata  | 201            | 206            | 207            | 13                | 379   |
| 6                 | Reza Dehdar (IRI)           | A     | 168           | 168           | 172           | 7                 | 207            | 216            | 217            | 9                 | 379   |
| 7                 | Georgi Kuptsov (FRH)        | A     | 164           | 169           | 174           | 4                 | 204            | 209            | 210            | 11                | 378   |
| 8                 | Ahmed Sayed Ali (EGY)       | B     | 165           | 165           | 171           | 11                | 207            | 212            | 217            | 5                 | 377   |
| 9                 | Romain Imadouchène (FRA)    | B     | 155           | 160           | 163           | 17                | 205            | 210            | 212            | 6                 | 372   |
| 10                | Andrés Serna (COL)          | B     | 153           | 158           | 163           | 15                | 198            | 203            | 208            | 7                 | 371   |
| 11                | Davit Hovhannisyan (ARM)    | B     | 165           | 170           | 170           | 9                 | 200            | 205            | 210            | 10                | 370   |
| 12                | Hakob Mkrtchyan (ARM)       | A     | 163           | 167           | 167           | 16                | 207            | 212            | 212            | 8                 | 370   |
| 13                | Petr Asayonak (BLR)         | B     | 165           | 170           | 170           | 10                | 196            | 202            | 206            | 12                | 367   |
| 14                | Artur Babayan (FRH)         | A     | 165           | 170           | 173           | 12                | 200            | 205            | 207            | 14                | 365   |
| 15                | Anton Pliesnoi (GEO)        | B     | 170           | 170           | 177           | 8                 | 190            | —              | —              | 19                | 360   |
| 16                | Ali Al-Khazal (KSA)         | C     | 154           | 159           | 163           | 14                | 194            | 202            | 202            | 16                | 357   |
| 17                | Irakli Gobejishvili (GEO)   | C     | 154           | 154           | 158           | 18                | 183            | 188            | 188            | 22                | 346   |
| 18                | Antonis Martasidis (CYP)    | C     | 145           | 152           | 153           | 21                | 185            | 190            | 195            | 18                | 343   |
| 19                | Khojiakbar Olimov (UZB)     | C     | 148           | 152           | 152           | 23                | 180            | 186            | 191            | 17                | 343   |
| 20                | Saddam Messaoui (ALG)       | C     | 155           | 155           | 160           | 19                | 185            | 185            | 185            | 24                | 340   |
| 21                | Vikas Thakur (IND)          | C     | 150           | 150           | 154           | 24                | 183            | 189            | 194            | 21                | 339   |
| 22                | Wilmer Contreras (ECU)      | C     | 147           | 150           | 152           | 22                | 183            | 183            | 183            | 25                | 335   |
| 23                | Jagdish Vishwakarma (IND)   | D     | 137           | 142           | 145           | 26                | 180            | 186            | 191            | 23                | 328   |
| 24                | Weeraphat Boonlang (THA)    | D     | 140           | 140           | 146           | 25                | 160            | 173            | 181            | 26                | 327   |
| 25                | Yannick Tschan (SUI)        | D     | 138           | 142           | 145           | 27                | 175            | 179            | 184            | 28                | 321   |
| 26                | Joël Essama (CMR)           | D     | 130           | 138           | 145           | 28                | 170            | 170            | 175            | 29                | 313   |
| 27                | John Tabique (PHI)          | D     | 130           | 137           | 140           | 29                | 167            | 172            | 172            | 30                | 304   |
| 28                | Cédric Coret (MRI)          | D     | 130           | 130           | 137           | 32                | 166            | 166            | 171            | 31                | 296   |
| 29                | Shanaka Peters (SRI)        | D     | 125           | 130           | 133           | 31                | 165            | 170            | 170            | 32                | 295   |
| 30                | Jiarul Islam (BAN)          | D     | 117           | 123           | 129           | 33                | 143            | 153            | 160            | 33                | 276   |
| —                 | Chen Po-jen (TPE)           | A     | 170           | 173           | 177           | 5                 | 195            | 195            | 195            | —                 | —     |
| —                 | Leho Pent (EST)             | C     | 153           | 157           | 158           | 20                | 187            | 187            | 190            | —                 | —     |
| —                 | John Cheah (SGP)            | D     | 132           | 134           | 137           | 30                | 165            | 166            | 166            | —                 | —     |
| —                 | Abdalla Galal Mostafa (EGY) | B     | 155           | 155           | 155           | —                 | 195            | 200            | 200            | 15                | —     |
| —                 | Gerasimos Galiatsatos (GRE) | B     | 176           | 176           | 177           | —                 | 190            | 190            | 190            | 20                | —     |
| —                 | Forrester Osei (GHA)        | C     | 150           | 150           | 150           | —                 | 175            | 181            | 186            | 27                | —     |
| —                 | Marco Gregório (BRA)        | B     | 166           | 166           | 166           | —                 | —              | —              | —              | —                 | —     |
| —                 | Jang Yeon-hak (KOR)         | A     | 171           | 176           | 176           | —                 | 201            | 201            | 201            | —                 | —     |